# 탑현
탑현(본명: 이상현, 1993년 9월 22일~)은 대한민국의 가수이다.

## 앨범
- 2021년 《이제와서》
- 2021년 《다시, 봄》
- 2021년 《오늘부터, 스타뚜업!》
- 2021년 《낯선 이별》
- 2022년 《호랑수월가》- 원곡은 나래(Narae)와 상록수(Sangnoksu)가 만든 나와 호랑이님의 OST 호랑풍류가의 슬로우 버전인 호랑수월가. 해당 곡은 표절 의혹이 제기및 사재기 의혹이 있다.